# أرض الوعرة

أرض الوعرة  هي إحدى القرى اللبنانية من قرى قضاء راشيا في محافظة البقاع.
والتسمية نسبة لوعورة اراضيها، حيث ان لفظة (الوعرة) في اللغة المحكية اللبنانية تعني الوعودرة.